# Campionato italiano Ice Sledge Hockey 2012-2013
Il Campionato italiano Ice Sledge Hockey 2012-2013 è la nona edizione di questo torneo, organizzato dalla Federazione Italiana Sport del Ghiaccio.

## Formula e partecipanti
Le compagini iscritte sono ancora una volta le tre rappresentative regionali di Piemonte (Tori Seduti), Lombardia (Armata Brancaleone) e Alto Adige (South-Tyrol Eagles, campioni in carica).
La formula è variata: le squadre disputano un triplo girone di andata e ritorno.
In caso di parità al termine dei tempi regolamentari, viene giocato un tempo supplementare con la regola del golden gol. In caso di ulteriore parità, si passa ai tiri di rigore. Vengono assegnati tre punti alla squadra vincitrice nei tempi regolamentari, due alla squadra vincitrice ai tempi supplementari o ai rigori, un punto alla squadra sconfitta ai supplementari o ai rigori.
Nelle finali nazionali, le squadre classificate seconda e terza si scontreranno in semifinale, per determinare la sfidante della squadra prima classificata.

## Regular season
|                    | ARM | EAG | TOR       | ARM | EAG | TOR       | ARM | EAG | TOR       |
| ------------------ | --- | --- | --------- | --- | --- | --------- | --- | --- | --------- |
| Armata Brancaleone | —   | 0–7 | 0–3       | —   | 0–2 | 2–1 (dts) | —   | 0–9 | 2–3 (dts) |
| South-Tyrol Eagles | 6–0 | —   | 1–2 (dts) | 2–0 | —   | 2–0       | 5–0 | —   | 3–2       |
| Tori Seduti        | 2–0 | 1–0 | —         | 2–0 | 0–3 | —         | 0–1 | 1–5 | —         |

## Classifica
| Pos | Squadra            | G  | V  | VS | PS | P | GF | GS | DG  | Pt |
| --- | ------------------ | -- | -- | -- | -- | - | -- | -- | --- | -- |
| 1   | South-Tyrol Eagles | 12 | 10 | 0  | 1  | 1 | 45 | 6  | +39 | 31 |
| 2   | Tori Seduti        | 12 | 4  | 2  | 1  | 5 | 17 | 19 | −2  | 17 |
| 3   | Armata Brancaleone | 12 | 1  | 1  | 1  | 9 | 5  | 42 | −37 | 6  |

## Finali nazionali
Le finali nazionali si sono giocate a Pontebba il 23 e 24 marzo 2013.
|  | Semifinali | Semifinali         | Semifinali |             |   | Finale | Finale             | Finale |  |
|  |            |                    |            |             |   |        |                    |        |  |
|  |            |                    |            |             |   | 1      | South-Tyrol Eagles | 1      |  |
|  |            |                    |            |             |   | 1      | South-Tyrol Eagles | 1      |  |
|  |            |                    |            | Tori Seduti | 5 |        |                    |        |  |
|  | 2          | Tori Seduti        | 3          | Tori Seduti | 5 |        |                    |        |  |
|  | 2          | Tori Seduti        | 3          |             |   |        |                    |        |  |
|  | 3          | Armata Brancaleone | 0          |             |   |        |                    |        |  |

I Tori Seduti vincono il loro quarto titolo italiano.